# جکوبی شدیکس
جکوبی داکوتا شدیکس (به انگلیسی: Jacoby Dakota Shaddix) متولد ۲۸ ژوئیه ۱۹۷۶، (۶ مرداد ۱۳۵۵) یک موسیقیدان آمریکایی است او ترانه‌سرای اصلی و خواننده گروه پاپا روچ است.